# Fontainebleau Resort Las Vegas
O Fontainebleau Las Vegas seria um cassino, resort e hotel de 63 andares e 3889 quartos localizado no extremo norte da Las Vegas Strip em Paradise, a sul de Las Vegas. O custo total da obra ultrapassou a marca dos U$2,9 bilhões  e a empresa faliu antes da conclusão.

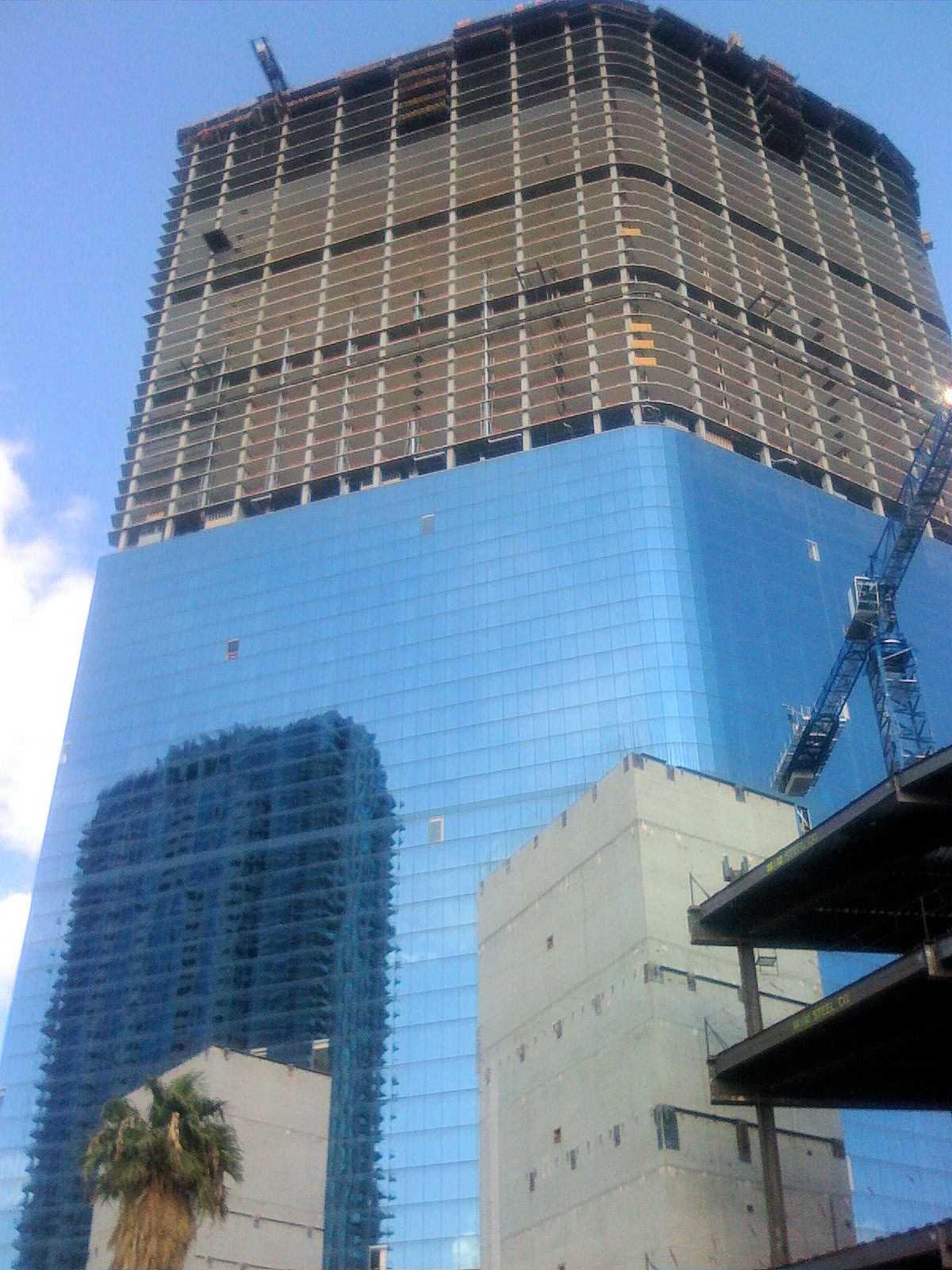
Fontainebleau Resort em 2008, durante a sua construção.